# Echeveria andicola
Echeveria andicola là một loài thực vật có hoa trong họ Crassulaceae. Loài này được Pino mô tả khoa học đầu tiên năm 2005.